# Tuur Dierckx
Tuur Dierckx (Broechem, 9 mei 1995) is een Belgisch voetballer. Hij is een aanvallend ingestelde middenvelder en staat onder contract bij  Sporting Hasselt.

## Carrière

### Jeugd
Dierckx leerde voetballen bij KFC Broechem, dat hij na enkele jaren inruilde voor Lierse SK. Na een tussenstop bij KVC Westerlo belandde Dierckx in 2009 bij Club Brugge. De flankaanvaller werd in 2012 opgenomen in de beloftenkern. Een jaar later mocht hij van coach Juan Carlos Garrido de overstap maken naar de A-kern.

### Club Brugge
Op 26 juli 2013 maakte de toen achttienjarige Dierckx zijn competitiedebuut tegen Sporting Charleroi. Hij viel na 85 minuten in voor Lior Refaelov. Op 11 augustus 2013 mocht hij tegen SV Zulte Waregem zes minuten voor tijd invallen voor diezelfde Refaelov. Gedurende het seizoen 2014/15 werd Dierckx uitgeleend aan KV Kortrijk. Na deze uitleenbeurt keerde hij terug naar Club Brugge.

### Antwerp FC
Voor aanvang van het seizoen 2016/17 werd bekend dat Dierckx Brugge definitief zal verlaten om de overstap te maken naar tweedeklasser Royal Antwerp FC. Dierckx werd binnengehaald om de club mee te helpen de club terug naar het hoogste niveau te brengen. Hij was dat jaar een belangrijke pion in de Antwerpse elf. Antwerp en Dierckx zouden dat jaar uiteindelijk ook kampioen spelen waardoor de promotie afgedwongen werd.

### Waasland-Beveren
Na één jaar bij Antwerp actief te zijn geweest maakte Dierckx de overstap naar eersteklasser Waasland-Beveren waar hij een contract ondertekende voor drie seizoenen. In februari 2018 liep hij een zware kruisbandblessure op waardoor hij meerdere maanden buiten strijd was. Mede door deze blessure speelde Dierckx in het seizoen 2018/19 slechts 7 competitiewedstrijden, dit waren allemaal invalbeurten. Zijn contract, dat op 30 juni 2020 afliep, werd niet verlengd door Waasland-Beveren waardoor Dierckx de club transfervrij kon verlaten.

### KVC Westerlo
In de zomer van 2020 maakte tweedeklasser KVC Westerlo bekend dat het Dierckx aangetrokken had. Hij ondertekende er een contract tot de zomer van 2023. In 2022 was hij lang uitgeteld door een kruisbandblessure. In drie seizoenen speelde Dierckx 64 competitiewedstrijden voor de club. Hij scoorde twaalf keer en gaf acht assists.

### Atromitos FC
In de zomer van 2023 tekende Dierckx een contract bij de Griekse eersteklasser Atromitos voor een jaar met optie op een jaar extra.

### K.M.S.K. Deinze
Na een jaar bij het Griekse Atromitos FC heeft Tuur Dierckx een contract voor twee seizoenen getekend bij tweedeklasser Deinze. Het seizoen 2024/2025 werd vervroegd beëindigd nadat KSMSK Deinze het faillissement aanvroeg.

### Sporting Hasselt
Op 2 juni 2025 maakte 1e Amateur club Sporting Hasselt bekend dat ze Dierckx transfervrij zouden overnemen.

## Statistieken
| Seizoen     | Club             | Competitie         | Competitie | Competitie | Competitie | Beker | Beker | Beker | Europa | Europa | Europa | Totaal | Totaal | Totaal |
| Seizoen     | Club             | Competitie         | Wed.       | Dlp.       | Ass.       | Wed.  | Dlp.  | Ass.  | Wed.   | Dlp.   | Ass.   | Wed.   | Dlp.   | Ass.   |
| ----------- | ---------------- | ------------------ | ---------- | ---------- | ---------- | ----- | ----- | ----- | ------ | ------ | ------ | ------ | ------ | ------ |
| 2013/14     | Club Brugge      | Jupiler Pro League | 6          | 0          | 0          | 0     | 0     | 0     | 1      | 0      | 0      | 7      | 0      | 0      |
| Club Totaal | Club Totaal      | Club Totaal        | 6          | 0          | 0          | 0     | 0     | 0     | 1      | 0      | 0      | 7      | 0      | 0      |
| 2014/15     | → KV Kortrijk    | Jupiler Pro League | 17         | 3          | 1          | 2     | 2     | 0     | —      | —      | —      | 19     | 5      | 1      |
| Club Totaal | Club Totaal      | Club Totaal        | 17         | 3          | 1          | 2     | 2     | 0     | 0      | 0      | 0      | 19     | 5      | 1      |
| 2014/15     | Club Brugge      | Jupiler Pro League | 13         | 1          | 0          | 2     | 0     | 1     | 5      | 0      | 0      | 20     | 1      | 1      |
| 2015/16     | Club Brugge      | Jupiler Pro League | 25         | 5          | 2          | 4     | 0     | 0     | 5      | 0      | 1      | 34     | 5      | 3      |
| Club Totaal | Club Totaal      | Club Totaal        | 44         | 6          | 2          | 6     | 0     | 0     | 11     | 0      | 1      | 61     | 6      | 3      |
| 2016/17     | Antwerp FC       | Proximus League    | 25         | 5          | 5          | 2     | 1     | 1     | —      | —      | —      | 27     | 6      | 6      |
| Club Totaal | Club Totaal      | Club Totaal        | 25         | 5          | 5          | 2     | 1     | 1     | 0      | 0      | 0      | 27     | 6      | 6      |
| 2017/18     | Waasland-Beveren | Jupiler Pro League | 20         | 2          | 2          | 3     | 1     | 0     | —      | —      | —      | 23     | 3      | 2      |
| 2018/19     | Waasland-Beveren | Jupiler Pro League | 7          | 0          | 1          | 0     | 0     | 0     | —      | —      | —      | 7      | 0      | 1      |
| 2019/20     | Waasland-Beveren | Jupiler Pro League | 17         | 3          | 0          | 0     | 0     | 0     | —      | —      | —      | 17     | 3      | 0      |
| Club Totaal | Club Totaal      | Club Totaal        | 44         | 5          | 3          | 3     | 1     | 0     | 0      | 0      | 0      | 47     | 6      | 3      |
| 2020/21     | KVC Westerlo     | Proximus League    | 22         | 1          | 2          | 0     | 0     | 0     | —      | —      | —      | 22     | 1      | 2      |
| 2021/22     | KVC Westerlo     | Proximus League    | 7          | 3          | 3          | 1     | 2     | 0     | —      | —      | —      | 8      | 5      | 3      |
| 2022/23     | KVC Westerlo     | Jupiler Pro League | 32         | 5          | 2          | 1     | 0     | 0     | —      | —      | —      | 33     | 5      | 2      |
| Club Totaal | Club Totaal      | Club Totaal        | 61         | 9          | 7          | 2     | 2     | 0     | 0      | 0      | 0      | 63     | 11     | 7      |
| 2023/24     | Atromitos FC     |                    |            |            |            |       |       |       |        |        |        |        |        |        |
| TOTAAL      | TOTAAL           | TOTAAL             | 191        | 28         | 18         | 15    | 6     | 1     | 11     | 0      | 1      | 217    | 34     | 20     |

## Palmares
| Competitie               |             |             |             |             |
| Competitie               | Aantal      | Jaren       |             |             |
| Club Brugge              | Club Brugge | Club Brugge | Club Brugge | Club Brugge |
| ------------------------ | ----------- | ----------- | ----------- | ----------- |
| Kampioen België          | 1x          | 2015/16     |             |             |
| Beker van België         | 1x          | 2014/15     |             |             |
| R. Antwerp FC            |             |             |             |             |
| Kampioen Eerste Klasse B | 1x          | 2016/17     |             |             |

## Trivia
In december 2020 kwam hij in opspraak omdat hij een lockdownfeest organiseerde in zijn woning in het stadscentrum van Antwerpen tijdens de coronacrisis. Er waren ook spelers van Deinze aanwezig. Voor deze feiten heeft hij van de Antwerpse politierechtbank een maand cel en achthonderd euro boete gekregen.